# Bayer Giants Leverkusen
Pour les articles homonymes, voir Leverkusen (homonymie).
Maillots
Le Bayer Giants Leverkusen, est un club allemand de basket-ball basé dans la ville de Leverkusen. Le club est issu du club omnisports du TSV Bayer 04 Leverkusen et joue actuellement en deuxième division, Pro A.

## Historique
- 1959 : Fondation d'un club de basketball à Leverkusen.
- 1961 : Prise de contrôle par TSV Bayer 04 Leverkusen
- 1968 : Montée en Bundesliga
- 1970 : Premier titre de champion d'Allemagne
- 1990-1996 : Sept titres d'affilée de champion d'Allemagne
- 2008 : Retrait de Bayer comme sponsor, le club est rétrogradé en 4eme division
- 2009 : Montée directe en fin de saison en Pro B (3eme division)
- 2013 : Montée en deuxième division, Pro A
- 2016 : Relégation en Pro B

## Palmarès
- Champion d'Allemagne : 1970, 1971, 1972, 1976, 1979, 1985, 1986, 1990, 1991, 1992, 1993, 1994, 1995, 1996
- Coupe d'Allemagne : 1970, 1971, 1974, 1976, 1979, 1986, 1987, 1990, 1991, 1993, 1995

## Joueurs célèbres
- Detlef Schrempf
- Dirk Bauermann
- John Best
- Jared Newson
- Kristjan Kangur

## Entraîneurs
- 1977–1978 :  Dragoș Nosievici
- 1979–1980 :  Lorin Miller
- 1989–1998 :  Dirk Bauermann